# Lahardane
Lahardane (in gaelico Leathardán) è un piccolo villaggio nella contea di Mayo, in Irlanda, adiacente a Lough Conn e a Nephin, e vicino alla città di Ballina. La popolazione si aggira attorno ai 500 abitanti ma sta crescendo grazie al rapido sviluppo edilizio.
Storicamente la gente di Lahardane aiutò l'esercito francese sotto il comando del Generale Humbert durante la rivolta del 1798, quando il parroco guidò le forze francesi e irlandesi a Castlebar attraverso un passo di montagna noto come Windy Gap (letteralmente fessura ventosa). L'esercito britannico si aspettava un attacco francese a Foxford e fu perciò colto impreparato. A seguito della repressione della rivolta il parroco fu impiccato. Una croce celtica è ora posta in sua memoria.
Le zone vicine a Lahardane e Addergoole subirono significative perdite di vite umane quando il Titanic affondò nel 1912, trascinando con sé gli abitanti di quelle zone che si erano imbarcati.
Nel romanzo "La storia di Lucy Gault", scritto da William Trevor nel 2002, l'ambientazione si incentra fortemente su Lahardane come luogo magicamente semplice per la giovane eroina.